# Maripa violacea
Maripa violacea là một loài thực vật có hoa trong họ Bìm bìm. Loài này được (Aubl.) Ooststr. ex Lanj. & Uittien mô tả khoa học đầu tiên năm 1940.